# كيم لارسن (ممثل)
كيم لارسن (بالدنماركية: Kim Larsen)‏ هو مغني وفنان وموسيقي وكاتب وممثل دانمركي، ولد في 23 أكتوبر 1945 في الدنمارك، وتوفي بنفس المكان في 30 سبتمبر 2018. بدأ مشواره المهني سنة 1969.

## وصلات خارجية
- كيم لارسن على موقع IMDb (الإنجليزية)
- كيم لارسن على موقع ميوزك برينز (الإنجليزية)
- كيم لارسن على موقع أول موفي (الإنجليزية)
- كيم لارسن على موقع قاعدة بيانات الأفلام السويدية (السويدية)
- كيم لارسن على موقع أول ميوزيك (الإنجليزية)
- كيم لارسن على موقع ديسكوغز (الإنجليزية)
- كيم لارسن على موقع قاعدة بيانات الفيلم (الإنجليزية)